# Pantanal (Macapá)
Pantanal é um bairro do município brasileiro de Macapá, capital do estado do Amapá. Segundo o censo demográfico de 2022, realizado pelo Instituto Brasileiro de Geografia e Estatística (IBGE), sua população era de 2 294 habitantes e havia 577 domicílios particulares permanentes ocupados. Foi oficializado como bairro pela lei nº 2.022 de 13 de novembro de 2012.